# Agence française de sécurité sanitaire de l'environnement et du travail
L’Agence française de sécurité sanitaire de l'environnement et du travail,  AFSSET naît en 2005 de l'élargissement du périmètre des missions de l'AFSSE, dont les missions à sa création en 2001 étaient centrées sur l'environnement. Dès lors l'agence devient la référence en matière de santé au travail et de santé liée à l'environnement. 
Le 7 juillet 2009, un cavalier dans la loi propose la fusion de l'AFSSET avec  l'Agence française de sécurité sanitaire des aliments (AFSSA) pour former l'Agence nationale chargée de la sécurité sanitaire de l'alimentation, de l'environnement et du travail (Anses). Cette ordonnance sera effective en juillet 2010.

## Missions
L'agence est un Établissement Public Administratif de l'état placé sous la tutelle des ministères de la Santé, du Travail et de l'Écologie, l’agence compte parmi les agences françaises de sécurité sanitaire. Elle a pour mission de 
- contribuer à assurer la sécurité sanitaire dans les domaines de l’environnement et du travail et évaluer les risques sanitaires qu’ils peuvent comporter ;
- fournir aux autorités compétentes toutes les informations sur ces risques ainsi que l’expertise et l’appui technique nécessaires à l’élaboration des dispositions législatives et réglementaires et à la mise en œuvre de mesures de gestion de risques ;
- de procéder ou faire procéder à toute expertise, analyse ou étude nécessaires, en prenant appui sur les services et établissements publics ainsi que sur les autres organismes compétents (21 institutions visées par l’article R 1336-2 du code de la santé publique). Elle organise à cet effet un réseau permettant de coordonner les travaux d'évaluation des risques sanitaires menés par ces organismes dans les domaines qui relèvent de sa compétence soit plus d’une trentaine d'organismes partenaires disposant des capacités d’expertise dans ses domaines de compétence ( dont   INRS, INERIS, CSTB, INSERM, AFSSA, etc.
- de contribuer à l'information, à la formation et à la diffusion d'une documentation scientifique et technique et au débat public sur la sécurité sanitaire liée à l'environnement et au travail ;
- d'exercer une veille sur l’évolution des connaissances et définir, mettre en œuvre ou financer des programmes de recherche scientifique dans les domaines de sa compétence.
- Elle s'appuie sur plus de quatre cents cinquante experts issus d'une centaine d'organismes.
- L’Agence est assistée de comités d’experts spécialisés dont les compétences et la durée sont fixées par arrêté interministériel.

L’Agence a été placée au cœur du dispositif d’information et d’expertise scientifique sur les liens entre santé et environnement, santé et travail. 
- Elle appuie la mise en œuvre des PNSE (plan national santé environnement) et des PST  (plan santé travail) successifs.
- Elle assure un rôle clef dans le processus d'évaluation des substances chimiques soumises au règlement REACh.
- Elle dispose également de crédits incitatifs destinés à la production de connaissances, ce qui fait d'elle un financeur de la recherche .

Elle travaille de concert avec la communauté scientifique française et internationale, et partage avec ses homologues européens des programmes de recherche comme nanogenotox portant sur les nanomatériaux. 
Tous ses travaux, avis et recommandations sont rendus publics, consultables sur son site Internet et valorisés à travers des sites thématiques lorsque cela est rendu nécessaire comme celui destiné à l'information des populations sur ce pesticide organochloré appelé chlordecone.

## Indépendance - transparence et ouverture
Critiquée à ses débuts, l'agence est devenue un modèle reconnu et finalement décliné par d'autres agences sanitaires. Au moment de sa fusion, en juillet 2010, elle est unanimement saluée par l'ensemble des parties prenantes pour l'indépendance de ses expertises et la qualité de son travail au point que la question de la fusion soit ardemment combattue par les associations.  
L'histoire veut qu'elle est appris de ses erreurs. En 2006, un rapport diligenté par l'Inspection générale de l'Environnement et celle des Affaires sociales critiquait l'agence sur les liens entretenus entre des scientifiques sollicités par l'Agence et les opérateurs de téléphonie mobile à l'occasion d'une expertise sur le sujet. Dès lors, l'agence durcit les règles afin de garantir une absence totale de conflits d'intérêts des experts qu'elle sollicite. Elle obtient la certification NFX 50110, attestant des principes et méthodes de ses évaluations (transparence, indépendance, transdisciplinarité et collectivité des expertises ). Elle devient en mai 2008, la première à se doter d'un département scientifique destiné à l'information, la communication et au débat public. Il pilote quatre programmes de recherches en sciences sociales avec l'École des Hautes en Sciences Sociales EHESS en collaboration avec Francis Chateauraynaud, avec Yannick Barthe et l'École des mines-CNRS, avec Paris Dauphine pour autour des mobilisations sociétales, et avec le Centre de Sociologie des Organisations et Olivier Borraz chercheur, dont l'unité est abritée à Sciences Po. 
Consciente de l'importance de sa mission de diffusion auprès des populations, l'agence est particulièrement vigilante à mettre en ligne ses avis dans les temps de l'expertise, sans retards. Son travail avec la presse, sur la question des risques a sans doute permis au public de mieux comprendre la santé environnement, l'exposition des travailleurs, la question des perturbateurs endocriniens, celles des CMR notamment.  
Le 9 octobre 2008, l'agence est la première à signer la Charte de l'ouverture de l'expertise à la société avec l'INERIS et l'IRSN. Cette charte engage les signataires à prendre en compte les attentes, les questionnements des associations, les savoirs dans les expertises. https://www.aefinfo.fr/depeche/308628-lafsset-lineris-et-lirsn-signent-une-charte-pour-promouvoir-louverture-a-la-societe-de-leurs-travaux  C'est par exemple , en 2009, sur la question de l'évaluation de la dangerosité des ondes, la mise en œuvre d'une méthodologie lui permettant d'inclure la littérature "grise" afin de construire le plus haut niveau de l'état de l'art en matière d'expertise. Elle décide également d'associer un sociologue et un témoin associatif dans l'expertise.  

### Avis
Parmi les travaux et les avis de l'agence les plus connus, on note : 
Sur la question des pesticides, son travail  autour de  l'Observatoire des résidus de pesticides. Elle a développé un site internet ouvert au public www.observatoire-pesticides.gouv.fr. Elle étudie également la présence des pesticides dans l'environnement et sur les travailleurs. Sous son impulsion, la recherche en santé-travail sur cette question permettra de mettre en place AGRICAN, une étude basée sur le suivi d'une cohorte d'agriculteurs. L'agence travaillera pendant deux années, entre 2008 et 2010 pour réaliser un rapport d'analyse socio-historique sur l'autorisation du chlordécone aux Antilles en collaboration avec l'INRA publié en septembre 2010. 
Sur la question des perturbateurs endocriniens l'Afsset a publié de nombreux avis. 
En novembre 2008, elle organise, pendant la présidence européenne de la France, un colloque avec l'Iresp intitulé "Environnement chimique, reproduction et développement de l'enfant". Ce colloque fait le point sur les connaissances scientifiques, il marque un tournant dans la lutte contre le bisphénol, les phtalates et toutes les substances cancérogènes - mutagènes et reprotoxiques. 
En santé au travail, l'agence a été conçue pour mieux structurer le dispositif public de sécurité sanitaire afin d'améliorer sensiblement le développement et la diffusion des connaissances sur les risques professionnels. Elle joue un rôle majeur dans la mise en œuvre effective du PST (dont elle constitue, en tant qu’institution aux compétences élargies, une réalisation) notamment par l’expertise préalable à l’adoption de valeurs limites d’exposition professionnelle, l’étude de la substitution des produits cancérogènes, mutagènes ou toxiques pour la reproduction (CMR) ou encore par la valorisation des actions du réseau national de vigilance et de prévention des pathologies professionnelles (RNV3P).   
Quelques avis rendus:  
- Fibres courtes et fibres fines d'amiante https://www.actu-environnement.com/media/pdf/news-30872-Afsset-avis-amiante-2009.pdf en septembre 2009,
- Cancers et Environnement en 2008 et 2009,
- Nanomatériaux 1 2 et 3 qui constituent une trilogie  (  1 : définition des nanomatériaux - Nanomatériaux au travail - puis dans l'environnement. Entre 2006 et mars 2010 ) ces avis marque son positionnement de leader européen sur le sujet.
- Radiofréquences en octobre 2009.
- Effet sanitaires des champs électromagnétiques d'extrêmement basses fréquences en avril 2010

Au moment de la décision de sa fusion, à la suite d'une ordonnance du 7 juillet 2009, des associations, des parlementaires et des syndicats se sont élevés pour s'y opposer, inquiets des effets de cette fusion au regard des méthodes radicalement différentes des deux agences AFSSET et AFSSA, mais sans succès.  La loi Hôpital Patient Santé Territoire aura pour conséquence de fusionner les deux agences. Le 1er juillet 2010, l'Afsset  et l'Afssa fusionnent pour devenir l'Anses. 
Critiquée à ses débuts : ses avis, ses méthodes font de l'Afsset un modèle reconnu et copié finalement par les agences sanitaires. En 2010, l'AFSSET comptait un peu mois de 150 agents au moment de la fusion et faisait travailler 450 experts venus du monde entier dans ses expertises. Son budget était de 20 millions d'euros.

## Gouvernance
Son conseil d'administration.

## Directeurs
- Michèle Froment-Védrine (2001- 2008)
- Henri Poinsignon ( interim 2008)
- Martin Guespereau (2009- 2010)

## Textes de références
● Règlement CE n° 1907/2006 du Parlement européen et du Conseil du 18 décembre 2006, concernant l’enregistrement, l’évaluation et l’autorisation des substances chimiques (REACH),
● Directive 98/8/CE du Parlement européen et du conseil du 16 février 1998 concernant la mise sur le marché des produits biocides,
● Directive 2006/121/CE du Parlement européen et du Conseil du 18 Décembre 2006 modifiant la Directive 67/548/CEE du Conseil,
● Loi organique relative aux lois de finances n° 2001-692 du 1er août 2001,
● Loi n° 98-535 du 1er juillet 1998 relative au renforcement de la veille sanitaire et du contrôle
de la sécurité sanitaire des produits destinés à l'Homme,
● Loi n° 2004-806 du 9 août 2004 relative à la politique de santé publique,
● Ordonnance n°2005-1087 du 1er septembre 2005 relative aux établissements publics nationaux à caractère sanitaire et modifiant les articles L 1336-1 et suivants du code de la santé publique,
● Articles L 221-1, L 221-6 et L 222-7 du livre II du Code de l’environnement relatifs aux milieux physiques et l’article R131-52 du livre III du Code de l’environnement relatif à des dispositions communes,
● Décret n°2003-224 du 7 mars 2003 fixant les règles applicables aux personnels contractuels de droit public recrutés par certains établissements publics intervenant dans le domaine de la santé publique ou de la sécurité sanitaire,
● Décret n°2004-187 du 26 février 2004 portant transposition de la directive 98/8/CE du Parlement européen et du conseil du 16 février 1998 concernant la mise sur le marché des produits biocides,
● Décret n° 2006-676 du 8 juin 2006 relatif à l’Agence française de sécurité sanitaire de l’environnement et du travail et modifiant les articles R 1336-1 et suivants du code de la santé publique;
● Décret n°2006-1675 du 22 décembre 2006 relatif à la répartition des missions d’expertise du Conseil supérieur d’hygiène publique de France entre le Haut Conseil de la santé publique et les agences de sécurité sanitaire,
● Décret n°2006-1677 du 22 décembre 2006 relatif à la répartition des missions d’expertise du Conseil supérieur d’hygiène publique de France entre le Haut Conseil de la santé publique et les agences de sécurité sanitaire et modifiant le code général des collectivités territoriales, le code de la consommation et le code de la santé publique,
● Norme AFNOR NF X 50-110, « Qualité en expertise », organisant le système d’expertise collective de l’Afsset.